# 韓麟春造步槍

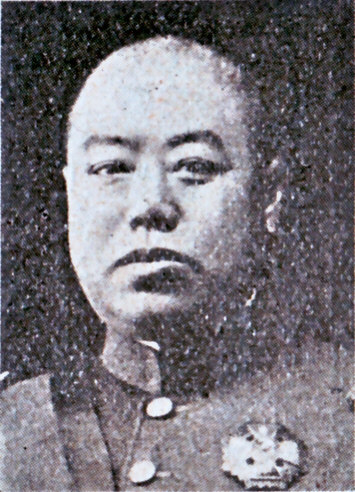
韓麟春造步槍設計者韓麟春

韓麟春造步槍（辽造十三式步枪）是中華民國北洋政府時期由奉系軍閥張作霖下辖的奉天军械厂所负责研發生產的單兵步槍。该槍設計师是韓麟春。

## 歷史
中華民國建國後，留學日本的韓麟春在陸軍部歷任各職，後被張作霖延攬主持東北兵工廠廠務總辦。在廠務產能上軌道後，韓麟春開始著手進行步槍的研發，基本上是對三八式步槍去進行改良與改膛。
1924年，十三年式步槍完成開發，又稱為「韓式七九步槍」或「遼十三年式步槍」。因研究並製造韓麟春造步槍，獲授勳五位。
韓式七九步槍成為東北軍的主力武器，1931年日本發動九一八事變後，關東軍佔領了東三省兵工廠，繳獲了大量的韓麟春造步槍，滿州國成立後，這些步槍轉移給滿洲國軍，成為它們的單兵制式武器。